# Grotte de Moestroff
Grotte de Moestroff – jaskinia krasowa w środkowowschodnim Luksemburgu, w Moestroff, w pobliżu granicy z Belgią.
Jaskinia została utworzona w dolomitach środkowego triasu.